# منبل (جبل)
جبلا منبل (بكسر الميم وسكون النون، بعدها موحدة تحتية مكسورة، فلام) هما جبلان متوسطا الارتفاع في تهامة في ديار قبيلة بلقرن في محافظة العرضيات في منطقة مكة المكرمة في المملكة العربية السعودية، ويقعان شرقي وادي قنونا إلى الجنوب الشرقي من قرية المرجبات.